# Rone
Rone is een plaats in de gemeente, landschap en eiland Gotland en de provincie Gotlands län in Zweden. De plaats heeft 92 inwoners (2005) en een oppervlakte van 24 hectare.